# Fregatt
Fregatt är en typ av örlogsfartyg. 

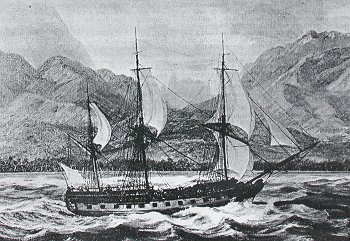
Boudeuse, av Louis Antoine de Bougainville.

Under segelfartygens tid var fregatter en typ av segelfartyg, men sedan senare hälften av 1800-talet avser det även ett motordrivet fartyg.
Ordet härstammar från det italienska fregata, som ursprungligen var en benämning på ett slags roddbåt.

## Segelfartyg
Benämningen användes ursprungligen från 1600-talet för seglande bestyckade örlogsfartyg som var i samma längd som linjeskeppen, med den skillnaden att fregatterna var försedda med endast ett batteridäck med kanoner, vilket gjorde dem avsevärt snabbare men inte gav dem samma slagkraft som linjeskeppen. Fregatter användes till bland annat spaning och eskorttjänst. De ursprungliga fregatterna kännetecknades av att de var riggade med tre master, fullriggade med ett batteridäck.
Fregatterna var starkt bestyckade i förhållande till sin storlek: De tidigare (början av 1600-talet) förde cirka 24 kanoner med omkring 160 man besättning, i mitten av seklet förde de största 32-36 kanoner och i slutet av 1800-talet över 40 kanoner
Segelfregatter var vanliga i den svenska flottan mellan 1650 och 1860. Den sista svenska segelfregatten var Norrköping, som 1866 byggdes om till korvett. 1939 höggs hon upp.

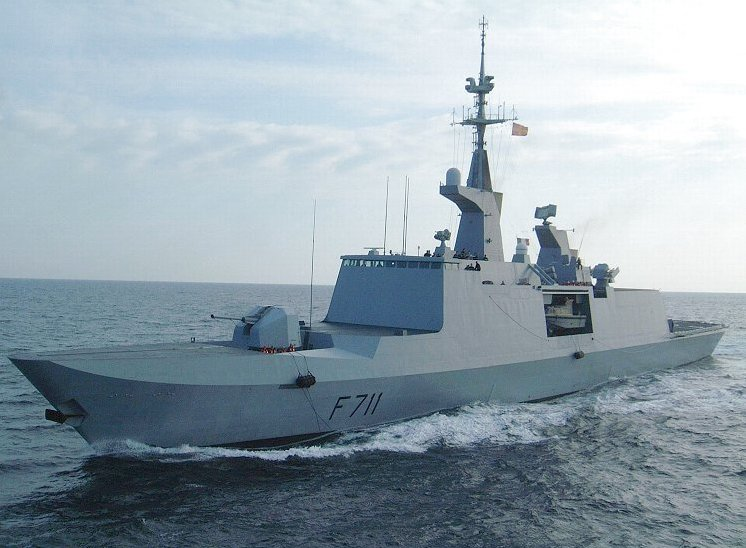
FS Surcouf, en samtida fregatt av La Fayette-klass i Frankrikes flotta.

## Motorfartyg
I de motordrivna fartygens tidsålder är en fregatt ett ytfartyg som ligger mellan korvetten och jagaren i storlek och som främst används för ubåtsjakt. 

### Sverige
Svenska flottan har aldrig nybeställt några motordrivna fregatter, men ett 15-tal jagare byggdes om till fregatter mellan 1950 och 1974. De två sista var landskapsjagarna HMS Öland och HMS Uppland, sjösatta 1945, som 1974 omklassades till fregatter. De togs ur tjänst 1978 respektive 1979.